# Franz I. Rákóczi

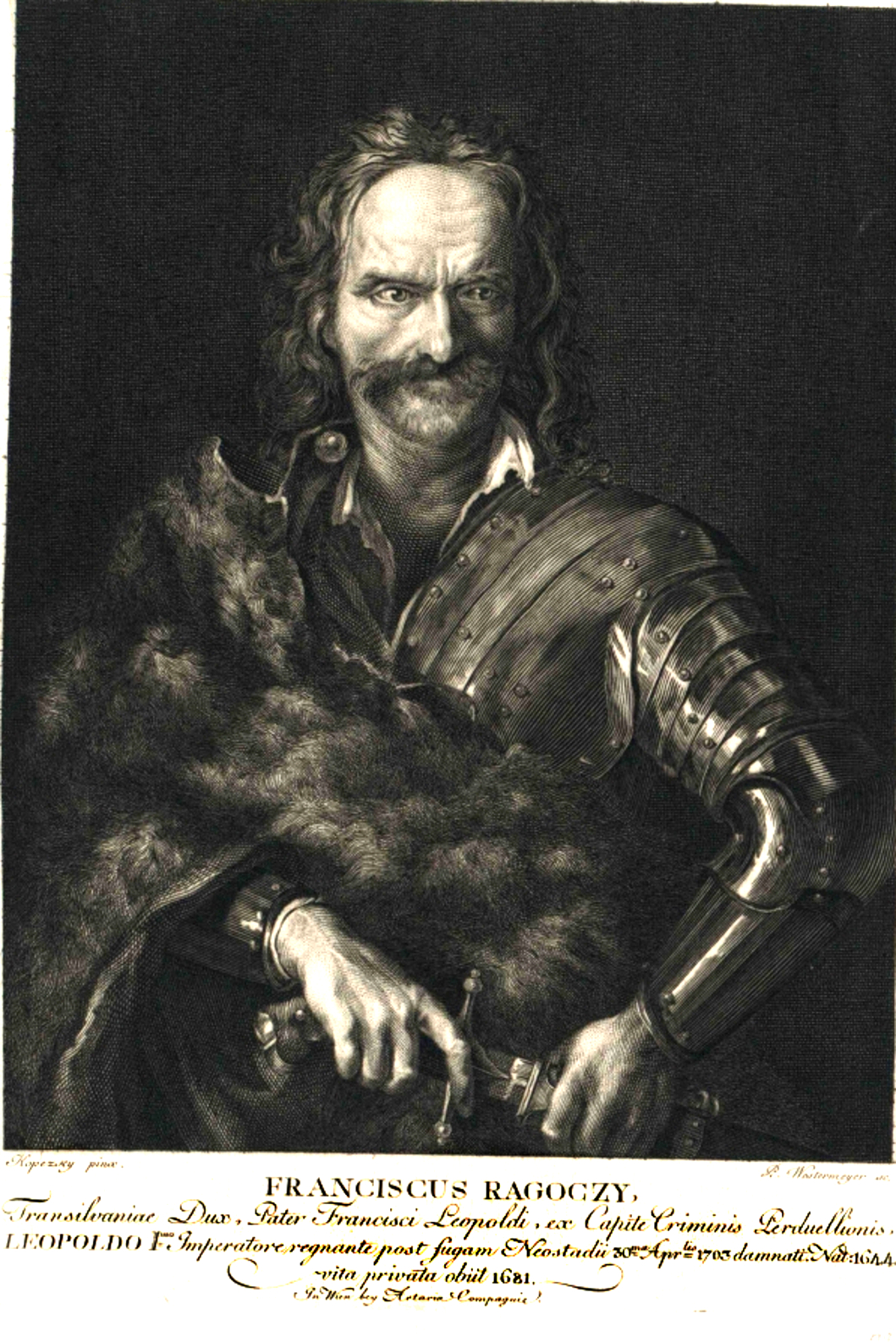
Franz I Rakoczi (1645–1676)

Franz I. Rákóczi (* 24. Februar 1645, Gyulafehérvár (dt. Weißenburg), Siebenbürgen; † 8. Juli 1676, Zboró, Königreich Ungarn) war ein ungarischer Adeliger, Fürst von Siebenbürgen und Vater des ungarischen Nationalhelden und Kuruzenführers Franz II. Rákóczi.

## Leben
Franz I. Rákóczi war der Sohn von Georg II. Rákóczi, Fürst von Siebenbürgen (1621–1660), und der Sophia Báthory. Am 18. Februar 1652, noch zu Lebzeiten seines Vaters, wurde er von den Siebenbürgischen Ständen in Weißenburg zum Fürsten von Siebenbürgen gewählt. Wegen einer fehlgeschlagenen Intervention in Polen 1657 wurde sein Vater vom osmanischen Reich des Thrones enthoben und die Rákóczi entmachtet. Georg versuchte militärisch den siebenbürgener Thron zurückzuerobern, starb aber 1660 nach einer Schlacht mit einem osmanischen Heer. Franz war damit gezwungen, sich auf die Familiengüter im Königreich Ungarn zurückzuziehen.
Die Rákóczi waren Protestanten und Sophia Báthory konvertierte um Georg II. heiraten zu können. Nach dessen Tod kehrte sie zur katholischen Kirche zurück und unterstützte die Gegenreformation. Auch Franz wurde Katholik und gewann damit die Aufmerksamkeit der Habsburger.
Am 1. März 1666 heiratete Franz die kroatische Gräfin Helena Zrinska (Ungarisch Zrínyi Ilona) und beteiligte sich an der Magnatenverschwörung. Einer der Anführer war Helenas Vater, Petar Zrinski. Franz wurde bald zu einem der Anführer und leitete 1670 einen bewaffneten Aufstand in Tokaj. Der Aufstand wurde rasch niedergeschlagen und Franz im Schloss seiner Mutter gefangen genommen.
Alle Anführer des Magnatenaufstandes wurden hingerichtet. Franz I. Rákóczi blieb dieses schreckliche Schicksal erspart. Seine Mutter Sophia konnte dank ihrer guten Kontakte zu den Jesuiten sein Leben retten. Wie aus einem Übereinkommen mit Kaiser Leopold I. vom 21. Februar 1671 hervorgeht, zahlte sie ein sagenhaftes Lösegeld von 400 000 (!) Goldgulden an das Kaiserhaus. Franz I. zog sich daraufhin auf seine Burg Zborov (ung. Zboró, auch „Makovica“ genannt) in der heutigen Ostslowakei zurück. Er verpflichtete sich, nicht mehr zu politisieren und übte auch keine öffentlichen Ämter mehr aus. Hier verstarb er am 8. Juli 1676 und wurde in der (damaligen) Jesuitenkirche in Kaschau beigesetzt.
Er hatte drei Kinder:
- György (* 1667)
- Julianna Borbála (September 1672– 26. Mai 1717)
- Franz II. Rákóczi (1676–1735)

Franz II. wurde drei Monate vor dem Tod seines Vaters geboren und wurde zum gefürchtetsten, antihabsburgischen Aufständischen seiner Zeit.